# Ardices subocellatum
Ardices subocellatum är en fjärilsart som beskrevs av Walker 1856. Ardices subocellatum ingår i släktet Ardices och familjen björnspinnare. Inga underarter finns listade i Catalogue of Life.